# Metilmercuri

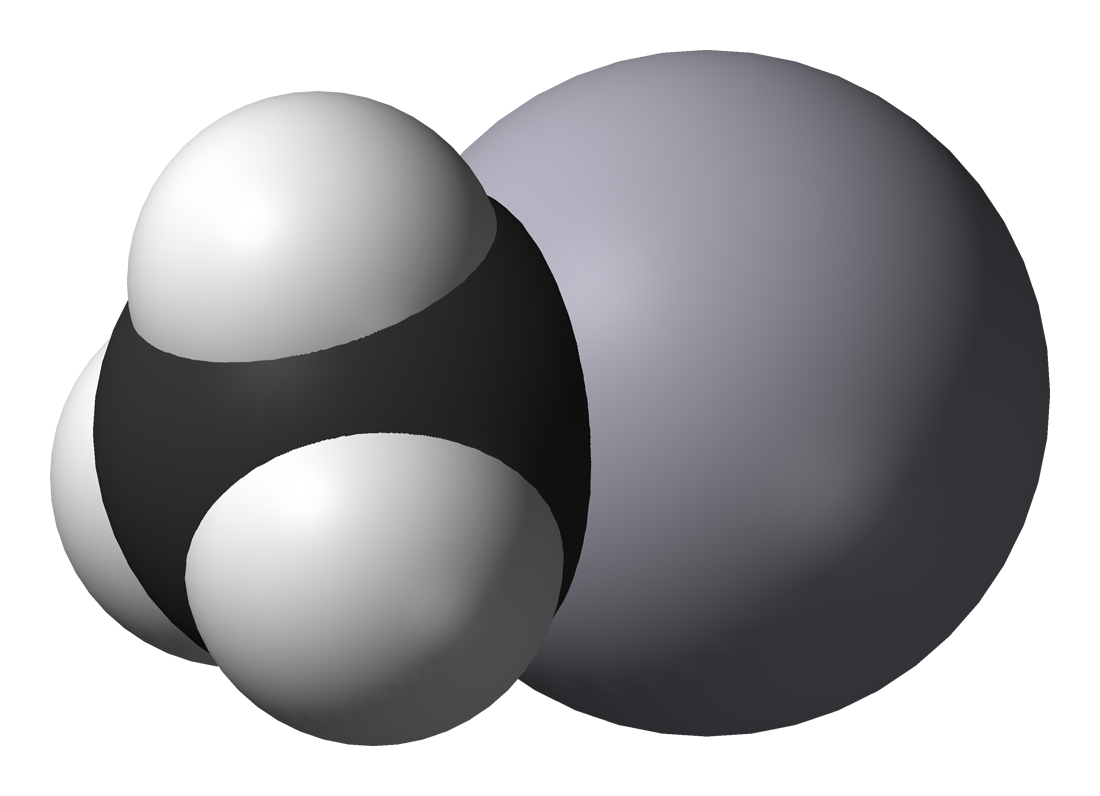
Model 3D

 El metilmercuri és un catió organometàl·lic amb fórmula química CH3Hg+. S'acumula biològicament i és tòxic. "Metilmercuri" és la forma curta del "monometilmercuri", i de forma més correcta es diu "catió de monometilmercuri". Està compost d'un grup funcional metil, carboni, i hidrogen enllaçat químicament a l'element mercuri. Es combina amb anions d'altres elements.